# Италиански празници
В Италия има дванадесет официални празнични дни (т. нар. giorni festivi) в допълнение към неделите.
Има шест религиозни празника (със задължително посещение на богослужение) плюс два допълнителни празника. Има три национални граждански празника плюс един общински празник.

## Официални празници на Италия
В Южен Тирол понеделникът от Петдесетница се смята за празник вместо денят на Светията-покровител.
17 март е обявен за национален празник през 1911 г., когато се навършват 50 години от обединението на Италия, през 1961 г. се навършват 100 години от обединението на Италия, а през 2011 г. се навършват 150 години от обединението на Италия.
Закон от 23 ноември 2012 г., n. 222 постановява „Ден на националното единство, конституцията, химна и знамето“, който да се празнува на 17 март всяка година – деня на провъзгласяването на единството на Италия през 1861 г., но не трябва да се счита за празник.

### История
Кралски указ 5342 от 17 октомври 1869 г. разширява разпоредбите от 1853 г. относно празниците в  Пиемонт за цяла Италия, отменяйки тези на старите регионални държави преди обединението от 1870 г. Тогава има десет празника, към които се добавят неделите:
- Богоявление (6 януари);
- Възнесение Господне (четвъртъкът на шестата седмица след Великден);
- Корпус Домини (четвъртъкът на деветата седмица след Великден);
- Св. св. Петър и Павел (29 юни);
- Успение Богородично или Ферагосто (15 август);
- Рождество Богородично (8 септември);
- Вси светии (1 ноември);
- Непорочно зачатие (8 декември);
- Коледа (25 декември);
- Празника на светията-покровител, определен от всяка община.

Явното отсъствие на Нова година, която не се празнува в Пиемонт, предизвиква протести в регионите, които го обявяват за премахнат. Аномалията е поправена от парламента едва пет години по-късно със закон №. 1968 от 23 юни 1874 г., който преобразува гореспоменатия указ.
Всички празници са с религиозен характер. Първият национален празник е установен със закон №. 401 от 19 юли 1895 г. и е избран на годишнината от пробива на Порта Пия (20 септември) – избор, който не допринася за облекчаване на отношенията с Ватикана.
Натискът от страна на предприемачите от разрастващата се италианска индустрия да намалят прекъсванията на производството намира  изход в кралския указ 1027 от 4 август 1913 г., който оставя само седем празника, премахвайки пет от тях:
- Корпус Домини,
- Св. св. Петър и Павел,
- Рождество Богородично,
- Непорочното зачатие,
- общинския празник на патронния празник.[4]

Нарастващият национализъм след световния конфликт увеличи националните празници. Кралски указ 1354 от 22 октомври 1922 г. въвежда годишнината от победата на 4 ноември, което вече е било пробвано веднъж през 1919 г.
Възходът на фашизма засилва тази тенденция, като в същото време се справи със склонността на много предприемачи да предоставят специални отстъпки на Първи май, за да се сдобият с благоволението на синдикатите. Мусолини се намесва внезапно през 1923 г., като въвежда честването на основаването на Рим на 21 април и го обявява за Ден на труда, въпреки че няма връзка между двете събития. Приоритетното търсене на консенсус чрез сближаване с католическия свят също доведе веднага след това до повторното установяване на трите религиозни празника Корпус Домини, Св. св. Петър и Павел и Непорочното зачатие.
След това Мусолини налага годишнината от Похода към Рим на 28 октомври веднага след установяването на диктатурата през 1926 г.
След това диктаторът отива по-далеч, черпейки през 1928 г. от религиозната традиция: чрез установяването на празника 18 март, денят, посветен на Свети Йосиф, той комбинира гореспоменатата католическа пропаганда с Деня на бащата, считан за съобразен с принципите, поддържани от режима.
Окончателното помирение с Ватикана след Конкордата е санкционирано от премахването на първия и единствен национален празник от либералната епоха – гореспоменатата годишнина от Порта Пия.
Фашисткото самовъзвеличаване продължава с обявяването на 9 май, годишнината от основаването на империята в Етиопия, за празник през 1939 г.
С избухването на Втората световна война, докато честванията на десетте религиозни празника, гарантирани от Конкордата, остават непроменени, потвърждаването на четирите политически празника е поверено на Мусолини, за да не се забавят военните усилия. Това технически довежда до автоматичния край на фашистките празненства, тъй като страната е завладяна от Съюзниците, като декретите на диктатора вече нямат никакво действие.
Освобождението на Италия води до премахването на старите национални празници през 1946 г., но връща 4 ноември и въвежда 2 април, 1 май и 2 юни, както и временен празник на Съюзниците в Европа – 8 май, който продължава само до окончателното преустройство на темата през 1949 г.
Единадесетте празника, потвърдени от стария ред, новите политически празници, двата новаторски и специални удължени празника Великденски понеделник и Стефановден и възстановеният празник на светеца-покровител донасят рекордните седемнадесет дни почивка.
През 1977 г. със закон от 5 март 1977 г. номер 54 са премахнати следните празници:
- 6 януари, Богоявление;
- 19 март Свети Йосиф ;
- 40 дни след Великден, Възнесение Господне;
- 60 дни след Великден, Корпус Домини;
- 2 юни, Ден на републиката: празникът се премества на следващата неделя;
- 29 юни, Св. св. Петър и Павел, покровители на Рим (остава празник в Рим като покровители);
- 4 ноември, Ден на националното единство и въоръжените сили (годишнина от деня на победата на Италия над Австро-Унгария в Първата световна война): празникът се премества на следващата неделя.

Осем години по-късно празникът Богоявление е възстановен.
Накрая, през 2001 г., Денят на републиката е възстановен на 2 юни.
Другите религиозни празници, които са премахнати, подобно на всички, които все още съществуват в Италия, все още са празници в италианоговорящата Швейцария.